# The Worst of Jefferson Airplane
Albums de Jefferson Airplane
Volunteers
(1969) Bark
(1971)
The Worst of Jefferson Airplane est une compilation de Jefferson Airplane sortie en 1970. Son titre ironique signifie « Le pire de Jefferson Airplane ». Elle contient des titres issus de tous les albums précédemment sortis du groupe, arrangés dans l'ordre chronologique.

## Titres
1. It's No Secret (Balin) – 2:37
2. Blues from an Airplane (Balin, Spence) – 2:10
3. Somebody to Love (D. Slick) – 2:54
4. Today (Balin, Kantner) – 2:57
5. White Rabbit (Slick) – 2:27
6. Embryonic Journey (Kaukonen) – 1:51
7. Martha (Kantner) – 3:21
8. The Ballad of You & Me & Pooneil (Kantner) – 4:30
9. Crown of Creation (Kantner) – 2:53
10. Chushingura (Dryden) – 1:17
11. Lather (Slick) – 2:55
12. Plastic Fantastic Lover (Balin) – 3:39
13. Good Shepherd (trad., arr. Kaukonen) – 4:22
14. We Can Be Together (Kantner) – 5:50
15. Volunteers (Balin, Kantner) – 2:03

- Les titres 1 et 2 proviennent de l'album Jefferson Airplane Takes Off (1966).
- Les titres 3 à 6 proviennent de l'album Surrealistic Pillow (1967).
- Le titre 7 provient de la face B du single Watch Her Ride (1967).
- Le titre 8 provient de l'album After Bathing at Baxter's (1967).
- Les titres 9 à 11 proviennent de l'album Crown of Creation (1968).
- Le titre 12 provient de l'album Bless Its Pointed Little Head (1969).
- Les titres 13 à 15 proviennent de l'album Volunteers (1969).